# Макария (Артемьева)
Схимона́хиня Мака́рия (в миру — Феодосия Михайловна Артемьева; 11 июня 1926, деревня Карпово Вяземского уезда Смоленской губернии — 18 июня 1993, село Тёмкино Тёмкинского района Смоленской области) — схимонахиня Русской Православной Церкви.

## Биография
Феодосия родилась в день Отдания Пасхи, когда Церковь празднует Икону Божией Матери «Споручница грешных» и вспоминает деву-мученицу Феодосию. Родилась вместе с братом-близнецом. Родители её, пятидесятилетние Михаил Артемович и Феодосия Никифоровна Артемьевы, жили в деревне Карпово Вяземского уезда Смоленской губернии. Отец был тогда старшим рабочим на железной дороге. Мать работала вместе с мужем на железной дороге. Кроме того, она занималась портняжным делом, шила одеяла, ткала холсты, и в дом к ней приходили с заказами много людей.
Крестили детей в церкви Великомученика Георгия, что в селе Кулиши. Настоятелем храма тогда был иеромонах Василий, имевший дар прозорливости. Он хорошо знал семью Артемьевых. Иеромонах Василий сначала окрестил мальчика, дав имя ему Иван, а затем девочку и нарёк ей имя Феодосия, что значит «Богом данная». Вынимая ребёнка из купели и подавая её крёстной матери на пелёнку, сказал, что девочка хорошая, жить будет, а ходить не будет. Как только младенца Ивана окрестили, он умер. Семья Артемьевых была самой большой в округе: родители, четверо сыновей с жёнами и детьми, шесть дочерей, одна из которых была замужем, — всего двадцать человек.
С полутора лет у Феодосии заболели ноги, а с трёх она уже не ходила, а только ползала; в восемь заснула летаргическим сном на две недели. После этого она получила дар исцеления. В годы войны девочка осталась на улице, где прожила 700 дней. Вскоре её подобрала старая монахиня, которая взяла девочку жить к себе в село Тёмкино. В 1946 году в возрасте 20 лет Феодосия постриглась в послушницы с именем Тихона в честь преподобного Тихона Медынского Калужского. Ещё через 30 лет постриглась в монашество. Через два года в 1978 году Тихона приняла высшую степень монашества — схиму под именем Макария.
Отошла в 1993 году, похоронена на сельском кладбище села Тёмкино, где она прожила 50 лет. За годы её жизни в селе множество людей побывали у неё, были люди и из округи, из городов, ехали, чтобы получить исцеление от физических и духовных болезней.

### Спорные моменты биографии
Книга лично знавшего схимонахиню Г. П. Дурасова «Богом данная» критиковалась Андреем Кураевым за описание неправославных практик: борьбы с «порчей» и колдунами, визионерства, «заряжения» воды и т. п.; по его мнению, святость жития схимонахини Макарии нельзя исключить, но книга о ней написана в состоянии духовной прелести.
По данным из книги, неоднократно к старице Макарии приезжала мать первого космонавта Анна Тимофеевна Гагарина, бывал и сам Юрий Гагарин. Схимонахиня Макария оставила после себя множество пророчеств, в том числе эсхатологического свойства, предсказала три войны в Чечне.

## Память
После смерти схимонахини Макарии в селе Тёмкино был построен Народный музей схимонахини Макарии. Наиболее ценными его экспонатами являются её фотографии, портреты, на которых изображена подвижница. Построен храм Смоленской Иконы Божьей Матери. Также было решено построить над святым источником часовню в честь Пророка Божия Ильи, возвести купальню, где многочисленные паломники смогли бы обливаться святой водой. Была построена металлическая двухмаршевая лестница и расчищена сама речка Пчелка. Память старицы регулярно отмечается с приездом местного епископа при большом стечении народу.